# Orasturmia vallicola
Orasturmia vallicola là một loài ruồi trong họ Tachinidae.